# B busz (Szczecin)
A szczecini B jelzésű busz az Osiedle Arkońskie – Osiedle Bukowe útvonalon közlekedik. A vonalon 1991-ben indult meg a közlekedés. A vonalat a SPA Dąbie közlekedteti az Utak és Közlekedési Hatóság (Zarząd Dróg i Transportu Miejskiego) megrendelésére.

## Története
A B buszvonal 1991. március 1-jén indult az Osiedle Arkońskie – Osiedle Słoneczne útvonalon. 2021. október 9-én a vonalat meghosszabbították a Osiedle Bukowe végállomásig.

## Útvonala
| Osiedle Arkońskie felé | Osiedle Bukowe felé |
| --- | --- |
| Osiedle Bukowe – Kolorowych Domów – Chłopska – Łubinowa – Struga – Gryfińska – Batalionów Chłopskich – Leszczynowa – Eskadrowa – Gdańska – Energetyków – Wyszyńskiego – Niepodległości – Wyzwolenia – Lubomirskiego – Staszica – Kołłątaja – Asnyka – Kadłubka – Kołłątaja – Orzeszkowej – Krasińskiego – Chopina – Osiedle Arkońskie | Osiedle Arkońskie – Chopina – Krasińskiego – Orzeszkowej – Kołłątaja – Kadłubka – Asnyka – Kołłątaja – Staszica – Lubomirskiego – Wyzwolenia – Niepodległości – Wyszyńskiego – Energetyków – Gdańska – Eskadrowa – Leszczynowa – Batalionów Chłopskich – Gryfińska – Struga – Łubinowa – Handlowa – Chłopska – Kolorowych Domów – Osiedle Bukowe |

## Megállóhelyek és átszállási lehetőségek
| B (Osiedle Arkońskie – Osiedle Bukowe) |                                                            |
| Megállóhely                            | Átszállási kapcsolatok                                     |
| Osiedle Arkońskie                      |                                                            |
| Chopina1                               | 51, 78, 92                                                 |
| Krasińskiego Wiadukt                   | 51, 78, 92                                                 |
| Kołłątaja                              | 2, 3, 10, 12 87                                            |
| Rayskiego                              | 2, 3, 10, 12                                               |
| Plac Rodła                             | 1, 2, 3, 5, 10, 11, 12 58, 59, 68, 70, 86, 90, 101, 107, C |
| Brama Portowa                          | 1, 2, 7, 8, 9, 10 52, 61, 70, 75, 76, 87, 90, C            |
| Wyszyńskiego                           | 2, 6, 7, 8 52, 75, 76, C                                   |
| Basen Górniczy                         | 2, 7, 8 56, 72, 73, 93, 96, C                              |
| Hangarowa nż                           | 2, 7, 8 73, 93                                             |
| Rondo Ułanów Podolskich                | 64, 65, 66, 73, 79, 84, 93                                 |
| Wiosenna                               | 66, 73, 77, 79, 84, 91, 97                                 |
| Łubinowa1                              | 77, 84, 91, 94                                             |
| Osiedle Słoneczne                      | 54, 65, 66, 77, 79, 84, 91, 94, 97                         |
| Kolorowych Domów                       | 65, 66, 77, 84, 97                                         |
| Osiedle Bukowe                         | 65, 66, 77, 84, 97                                         |

1 – Osiedle Arkońskie felé

## Járművek
A viszonylaton Solaris Urbino 18 valamint Mercedes-Benz O530G buszok közlekednek.
| Kép | Típus               | Gyártó              | Gyártásban  |
| --- | ------------------- | ------------------- | ----------- |
|     | Mercedes-Benz O530G | Mercedes-Benz       | 2003 – 2009 |
|     | Solaris Urbino 18   | Solaris Bus & Coach | 2010 – 2018 |

## Képgaléria

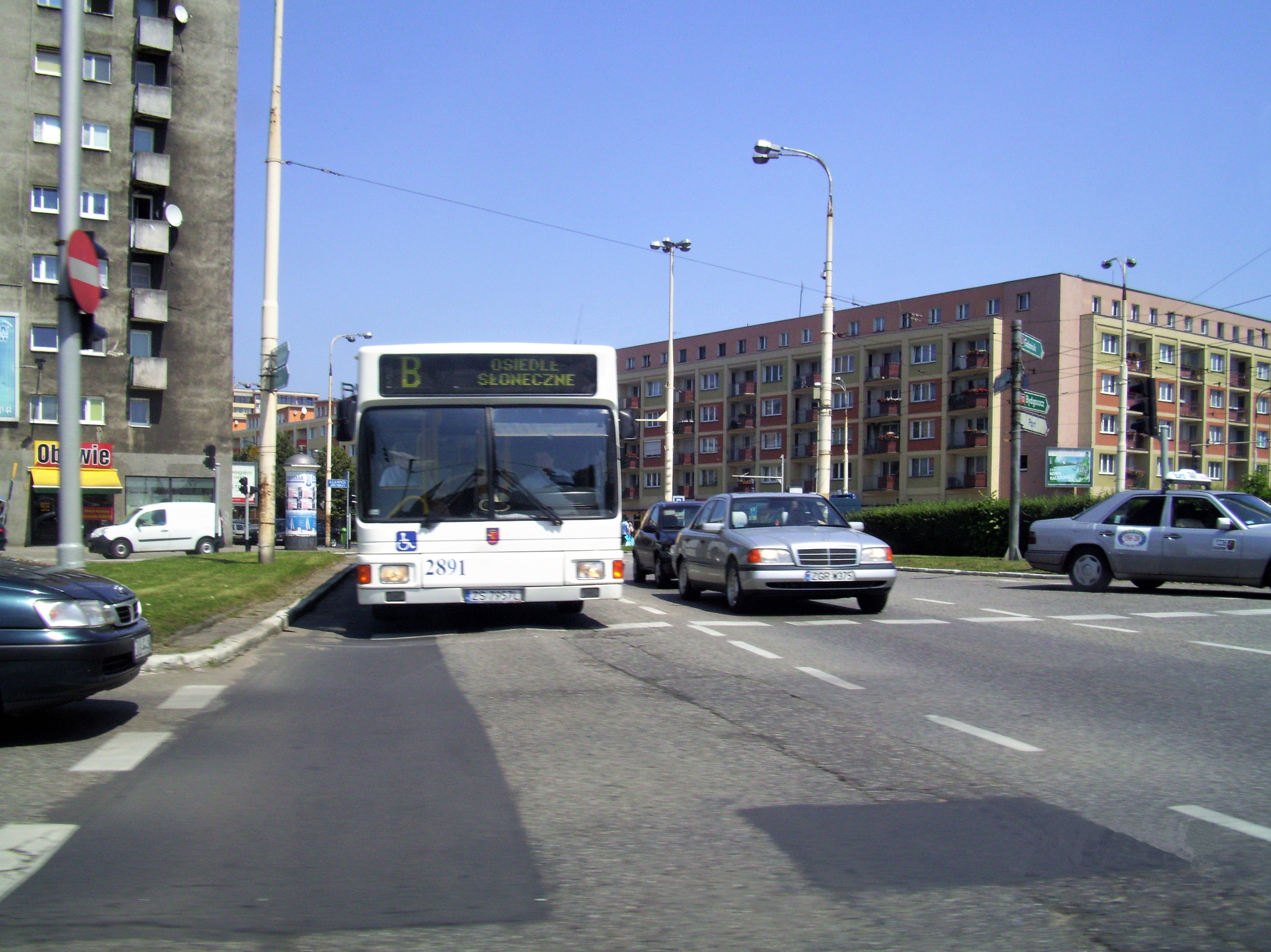
B autóbusz a Żołnierza Polskiego téren
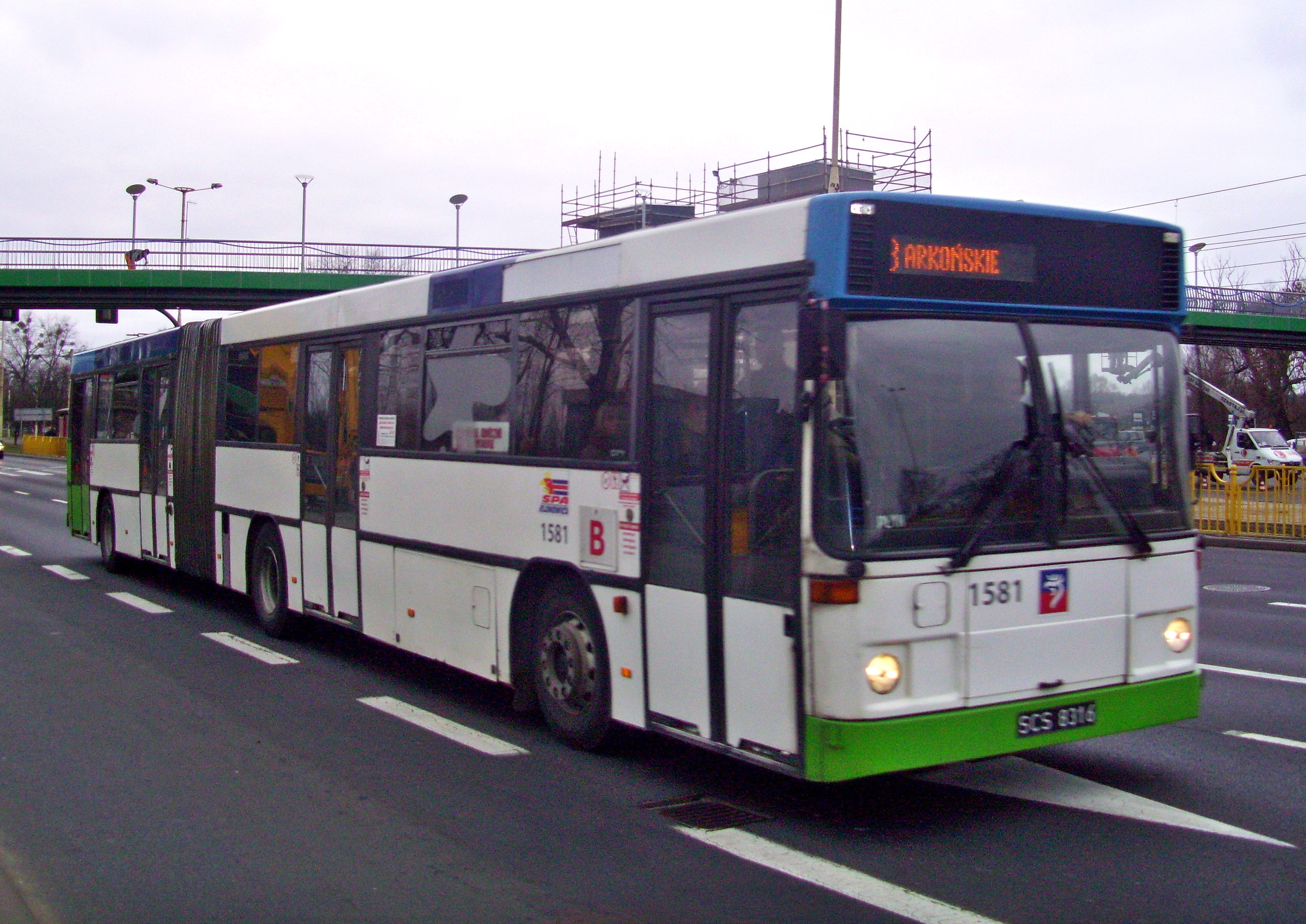
B busz a Gdańska utcán
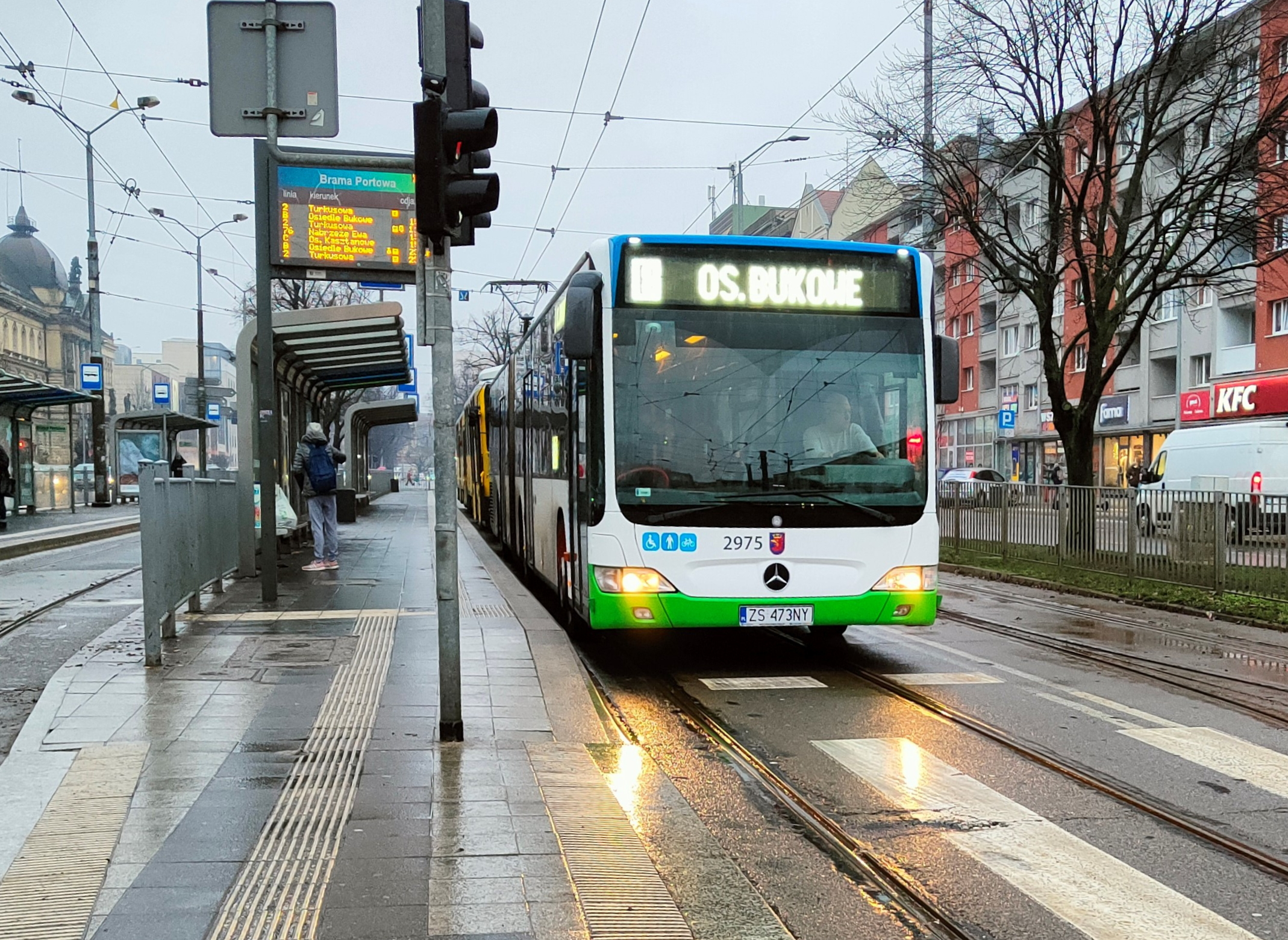
B busz a Brama Portowa téren
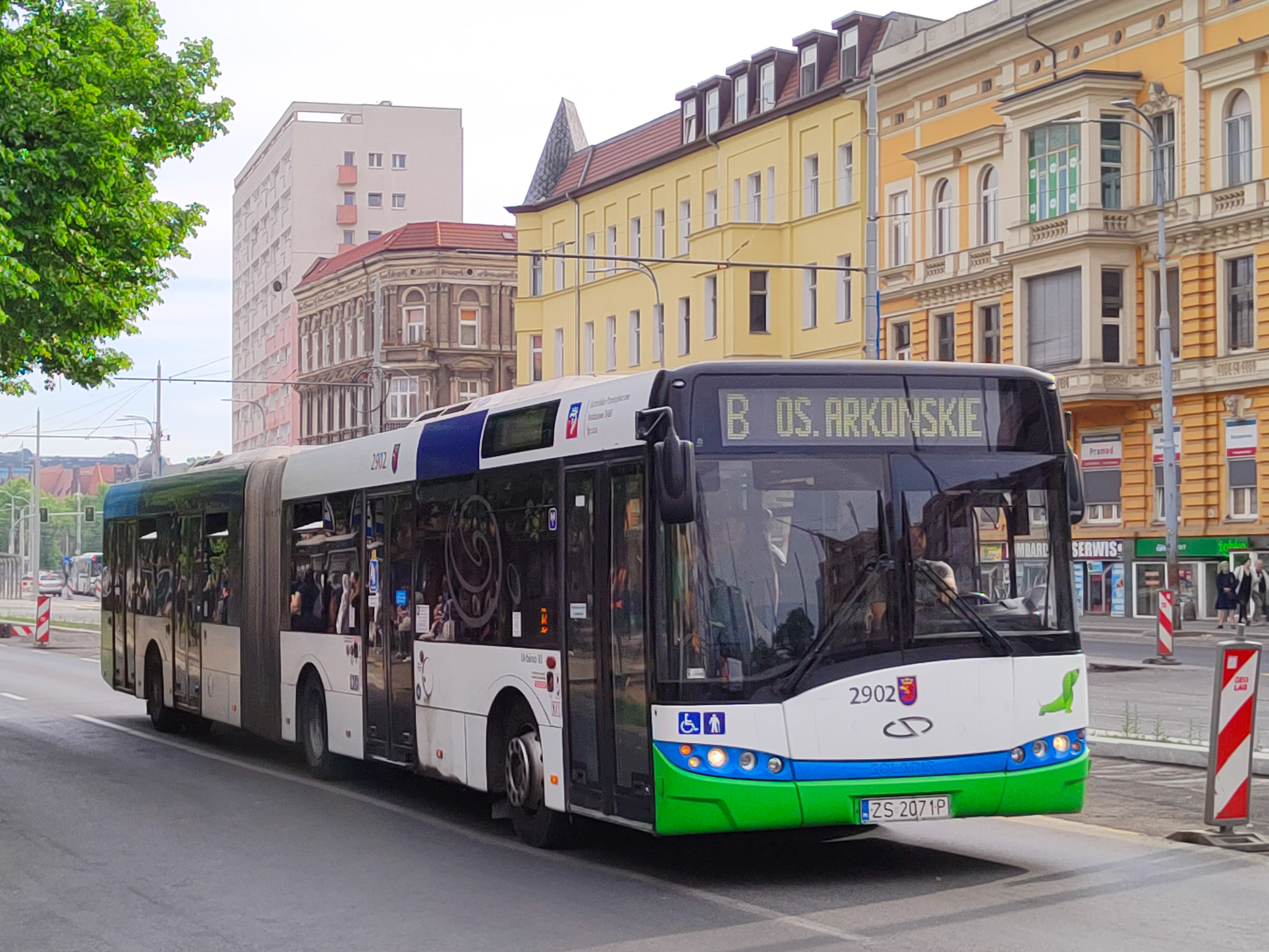
B busz a Wyzwolenia utcán